# Museo della Mille Miglia
Il Museo Mille Miglia si trova in via delle Rimembranze a Brescia, e più precisamente nella parte esterna della frazione  Sant'Eufemia.

## Storia
È stato fondato il 10 novembre 2004 su iniziativa dell'Automobile club di Brescia e di alcuni privati appassionati della Mille Miglia, con lo scopo di aiutare i visitatori a conoscere una delle corse automobilistiche più importanti e belle del mondo.
Il percorso è suddiviso in nove sezioni temporali, di cui sette dedicate alle corse della Mille Miglia dal 1927 al 1957, una alle Mille Miglia dal 1958 al 1961 e una alle Mille Miglia contemporanee, ed in ognuna di queste sezioni sono presenti macchine d'epoca, periodicamente sostituite per permettere la loro partecipazioni alle varie corse di auto storiche, tra cui la Mille Miglia.
Dal 2004 al 2025 sono state esposte alcune pompe di benzina d'epoca in prestito dal Museo Fisogni delle stazioni di servizio, tra cui un esemplare del distributore in stile Littorio disegnato dall'architetto Piacentini.

## Controversie
Lo storico monastero di Sant'Eufemia della fonte in cui è stato installato il museo era stato richiesto come sede delle attività culturali del quartiere, e per questa ragione l'iniziativa fu oggetto di aspre critiche da parte di alcuni cittadini.
A inizio 2025 sfuma un accordo tra il Museo, il comune di Brescia e l'ACI per la creazione di una fondazione dedicata alla Mille Miglia, a causa del parere contrario dello stesso Museo. In risposta, ACI (proprietaria del marchio) ha chiesto formalmente al Museo di non fare più uso del nome "Mille Miglia", aprendo uno scontro legale fra le due istituzioni.

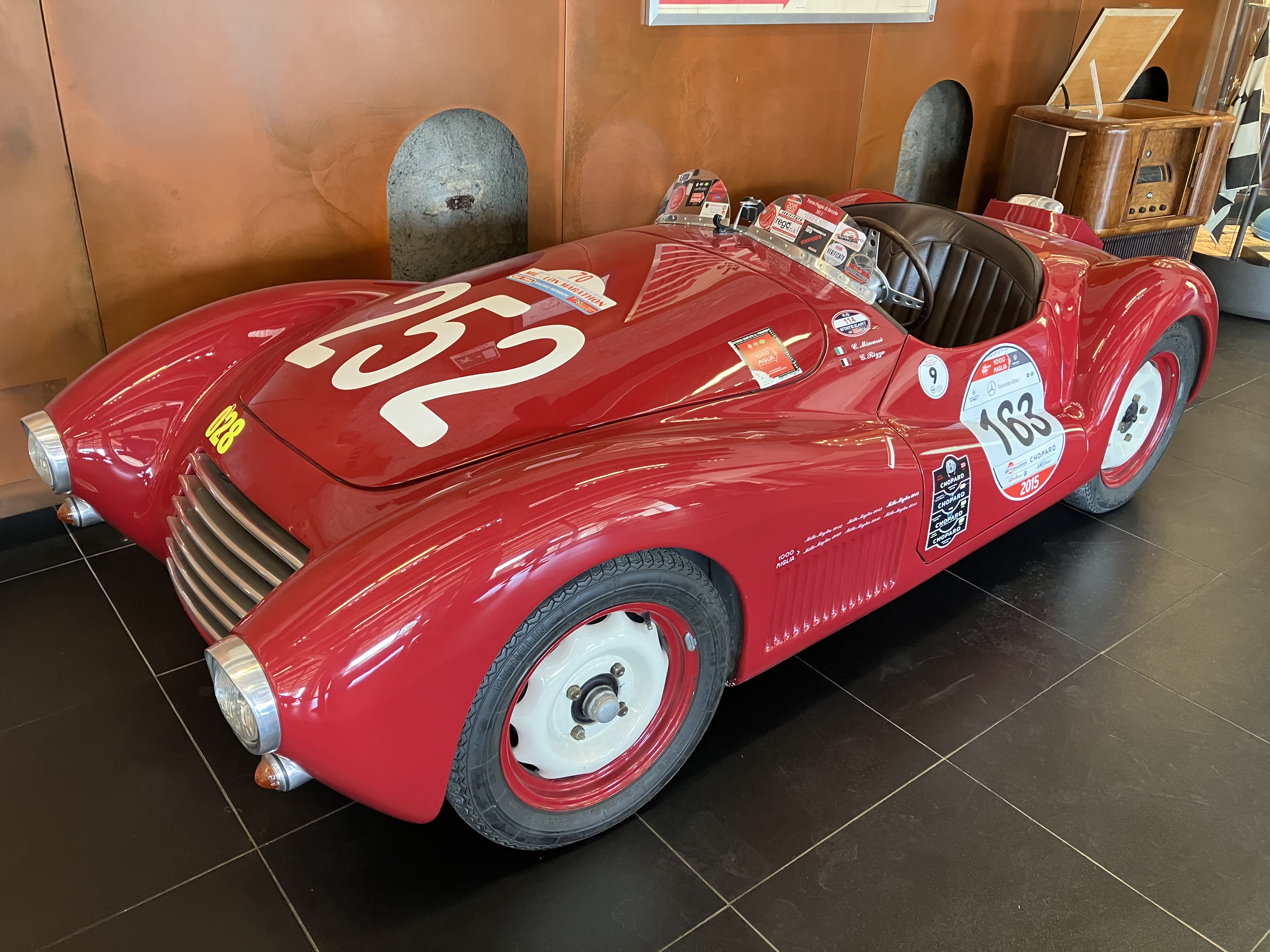
Una Fiat Fontebasso 750 Sport conservata al Museo
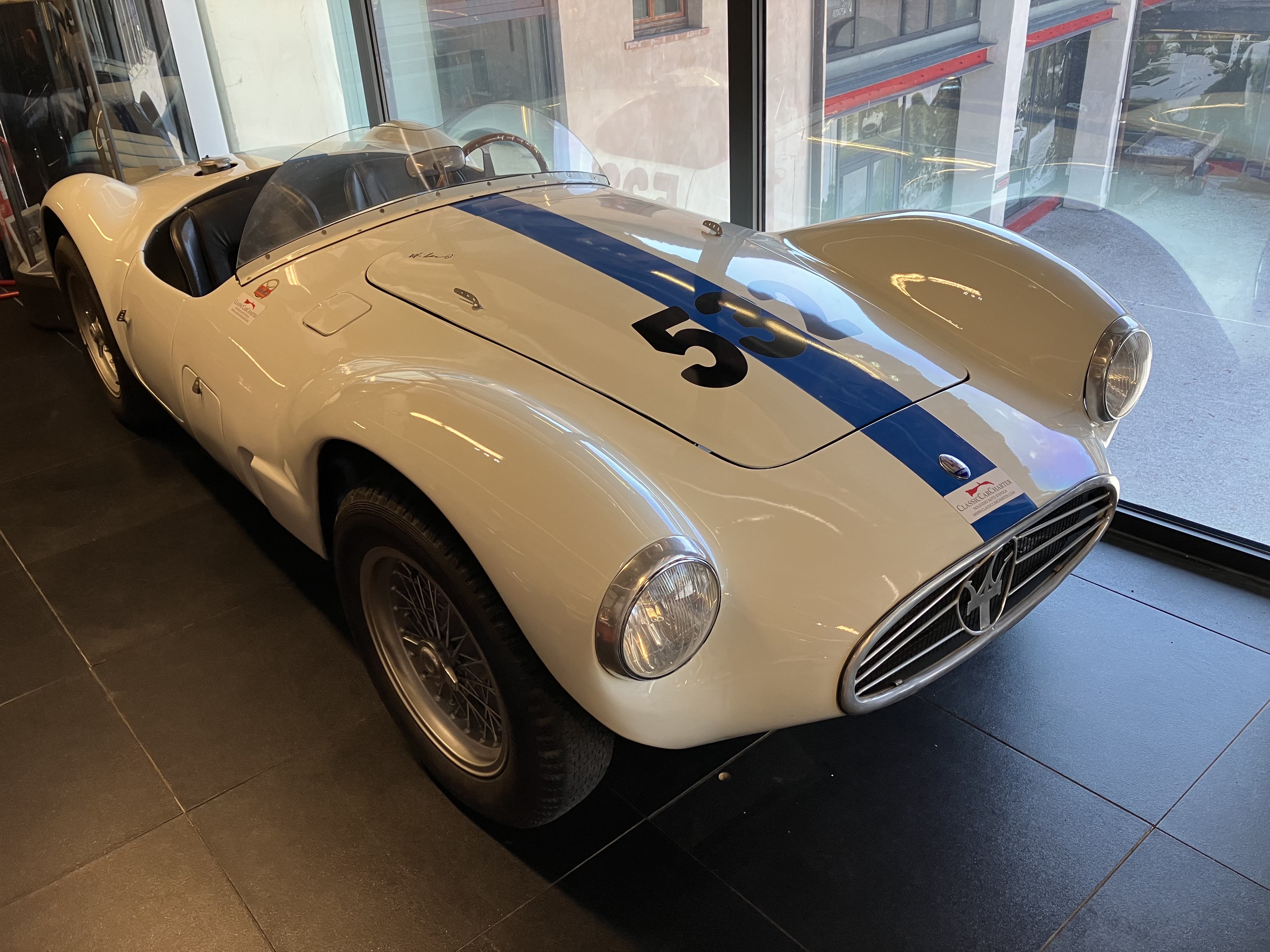
Una Maserati A6GCS-53 esposta al Museo
Il complesso museale sul lato nord
La casa dell'Abate, ora edificio principale del Museo
Il lato est con ruderi del monastero